# 562 Salome
562 Salome
562 Salome là một tiểu hành tinh ở vành đai chính, thuộc nhóm tiểu hành tinh Eos. Nó được Max Wolf phát hiện ngày 3.4.1905 ở Heidelberg và được đặt theo tên Salomé, nhân vật trong Tân Ước, con gái của vua Herod đại đế, và cũng là nhân vật trong vở opera Salome của Richard Strauss, dựa trên vở kịch Salomé của Oscar Wilde.